# Partido judicial de Móstoles
El partido judicial de Móstoles  es uno de los 21  partidos judiciales en los que se divide la Comunidad de Madrid, en concreto el número 6. Comprende los municipios de Móstoles (cabecera), Brunete, Boadilla del Monte, Quijorna, Villaviciosa de Odón y Villanueva de la Cañada. Cuenta con seis juzgados de instrucción, seis de lo penal, ocho de primera instancia (dos especializados en familia) y tres de lo social, así como un juzgado de violencia sobre la mujer.